# مير عبد الله (مقاطعة تشرام)
ميرعبدالله (بالفارسية: میرعبدالله) هي قرية تقع في قسم تشرام الريفي (مقاطعة تشرام) في إيران.